# Bronisław Kocyłowski
Bronisław Kocyłowski (ur. 1907 w Sanoku, zm. 9 lutego 1989 w Puławach) – lekarz weterynarii, ichtiopatolog, profesor zwyczajny, wykładowca akademicki.

## Życiorys
Bronisław Kocyłowski urodził się 27 sierpnia, 29 sierpnia lub 29 września 1907 w Sanoku. Był synem Tomasza (urzędnik pocztowy).
W Sanoku ukończył szkołę powszechną i uczył się w tamtejszym Państwowym Gimnazjum im. Królowej Zofii, w którym zdał egzamin dojrzałości 20 maja 1926 w trakcie przewrotu majowego (w jego klasie byli m.in. Ludwik Bar, Stanisław Buczek, Mikołaj Deńko, Marian Strzelbicki). Następnie odbył studia weterynarii na Akademii Medycyny Weterynaryjnej we Lwowie uzyskując w 1932 dyplom lekarza weterynarii. Po odbyciu praktyki, stażu został zatrudniony w Zakładzie Ichtiobiologii i Rybactwa Uniwersytetu Jagiellońskiego w Krakowie w charakterze asystenta, a od 1 kwietnia 1937 jako kierownik Działu Chorób Ryb w ówczesnym Wydziale Weterynaryjnym Państwowego Instytutu Naukowego Gospodarstwa Wiejskiego w Puławach. W czerwcu 1939 uzyskał tytuł doktora medycyny weterynaryjnej w Akademii Medycyny Weterynaryjnej we Lwowie. Po II wojnie światowej kontynuował karierę naukową, pracował w Państwowym Instytucie Weterynaryjnym w Puławach, w 1954 otrzymał posadę docenta, w 1966 uzyskał tytuł profesora nadzwyczajnego, a w 1974 roku profesora zwyczajnego. Był założycielem i kierownikiem Działu, następnie Pracowni Chorób Ryb w Puławach, a później powołanego 1 kwietnia 1937 Zakładu Chorób Ryb w Puławach. Do 31 grudnia 1977 pełnił funkcję kierownika (obecnie jest to jeden z zakładów naukowych Państwowego Instytutu Weterynaryjnego – Państwowego Instytutu Badawczego). W kolejnych latach działało 21 specjalistycznych pracowni chorób ryb, które prowadzili ichtiopatolodzy wykształceni w Zakładzie Chorób Ryb.
Specjalizował się w ichtiopatologii (patologii zwierząt w dziale ichtiologii). Pod kierunkiem Teodora Spiczakowa badał chorobę posocznicę karpi (wcześniej określana zwyczajowo jako „choroba lubelska”), powodującą masowej śnięcie karpi. Organizował szkolenia dla rybaków, ichtiologów i ichtiopatologów. Działał na rzecz zwalczania chorób ryb, rozwiązywania problemów w obiektach hodowli ryb i gospodarki rybackiej Polski.
Był wykładowcą Wydziału Weterynaryjnego Szkoły Głównej Gospodarstwa Wiejskiego w Warszawie oraz studentów Wydziału Rolnego Uniwersytetu Marii Curie Skłodowskiej w Lublinie.
Zmarł 9 lutego 1989. Został pochowany na cmentarzu parafialnym w Puławach.
Jego pamięci została poświęcona publikacja pt. Ochrona zdrowia w gospodarce rybackiej. Monografia pod redakcją naukową  Jana Żelaznego, wydana przez Państwowy Instytut Weterynaryjny w 2007. W dniach 22-23 maja 2007 Państwowy Instytut Weterynaryjny – Państwowy Instytut Badawczy w Puławach - Zakład Chorób Ryb zorganizowały konferencję naukową nt. „Patologia ryb i raków oraz bezpieczeństwo żywności pochodzenia rybnego”, która została poświęcona pamięci Bronisława Kocyłowskiego.
Jego żoną była Irena Grzybowska-Kocyłowska (1907–1984) (od 1936 pracowała w Dziale Roślin Pastewnych Ośrodka Nauk Rolniczych w Puławach). Mieli syna Macieja (ur. 1942), który został lekarzem.

## Publikacje
- Najważniejsze choroby ryb w stawach polskich (1938)
- Przyczynek do biologii włośni w ustrojach ryb słodkowodnych (1939)
- Studia nad posocznicą karpi (1946)
- Dewastacja posocznicy karpi w Planie sześcioletnim (1951)
- Jak założyć staw i jak hodować ryby (1954)
- Choroby ryb i raków (1960, współautor: Tadeuszem Miączyński)
  - Choroby ryb i raków (1965, tłumaczenie podręcznika na język węgierski)
- Halbetegségek (1963, współautorzy: Tadeuszem Miączyński, László Buza; János Kojnok)
- Metody zwalczania zewnętrznych pasożytów ryb (1974)

## Odznaczenia
- Medal 10-lecia Polski Ludowej (15 stycznia 1955, na wniosek Ministra Rolnictwa)[11]